# Heteroconis pulchra
Heteroconis pulchra är en insektsart som beskrevs av Meinander 1972. Heteroconis pulchra ingår i släktet Heteroconis och familjen vaxsländor. Inga underarter finns listade i Catalogue of Life.